# Сен-Кантен
Сен-Канте́н (фр. Saint-Quentin [sɛ̃.kɑ̃.tɛ̃], пикард. Saint-Quintin, Saint-Kintin) — город (коммуна) в регионе О-де-Франс, самый крупный в департаменте Эна. Расположен в 107 км к югу от Лилля и в 150 к северо-востоку от Парижа, на правом берегу Соммы у её соединения с каналом Сен-Кантен. В центре города расположена железнодорожная станция Сен-Кантен линии Крей-Жёмон.
Население (2018) — 53 856 человек.

## История
Город назван именем Квинтина — христианского мученика III века, мощи которого почивали в местной обители, некогда привлекавшей множество пилигримов со всей Франции. Благодаря культу этого святого Сен-Кантен в Средние века затмил Верман — древнеримский центр в 11 км от современного города. Он служил столицей графства Вермандуа, правители которого играли видную роль в политической жизни средневековой Франции.
После вхождения в королевский домен (в начале XIII века) Сен-Кантен продолжал процветать как крупный ярмарочный и шелкопрядильный центр на перепутье между Шампанью и Фландрией. В XV веке его благосостояние было подорвано эпидемией чумы и спорами за город между французской короной и герцогами Бургундии.

## Страж Парижа
В истории нового и новейшего времени с Сен-Кантеном, перекрывавшим дорогу на Париж, связано несколько значительных сражений:
- Битва при Сен-Кантене (1557) — одно из самых крупных сражений в войне между Габсбургами и Валуа (1551—1559); испанцы в союзе с англичанами и герцогом Савойским Эммануилом Филибертом наголову разбили французов и захватили город. Впоследствии Сен-Кантен был основательно укреплён на случай нового нападения.
- Сражение при Сен-Кантене (1871) в ходе Франко-прусской войны принесло городу орден Почётного легиона.
- Битва при Сен-Кантене (1914): во время Первой мировой войны Сен-Кантен стал одним из первых французских городов, оккупированных немцами, и вошёл в состав линии Гинденбурга.
- Первая битва на Сомме (1918): при освобождении города его старая часть была практически стёрта с лица земли; на её частичную реконструкцию ушло полвека.

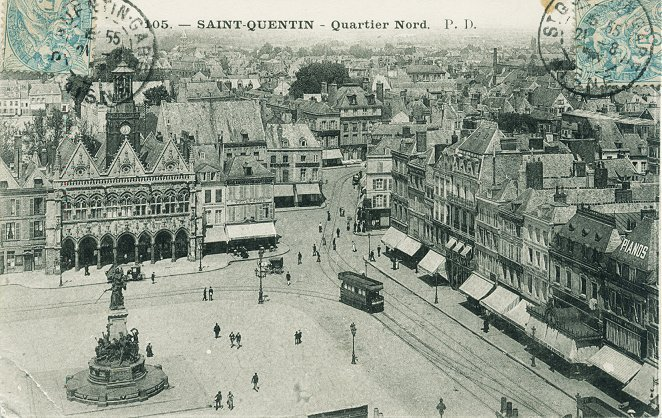
Сен-Кантен до мировых войн
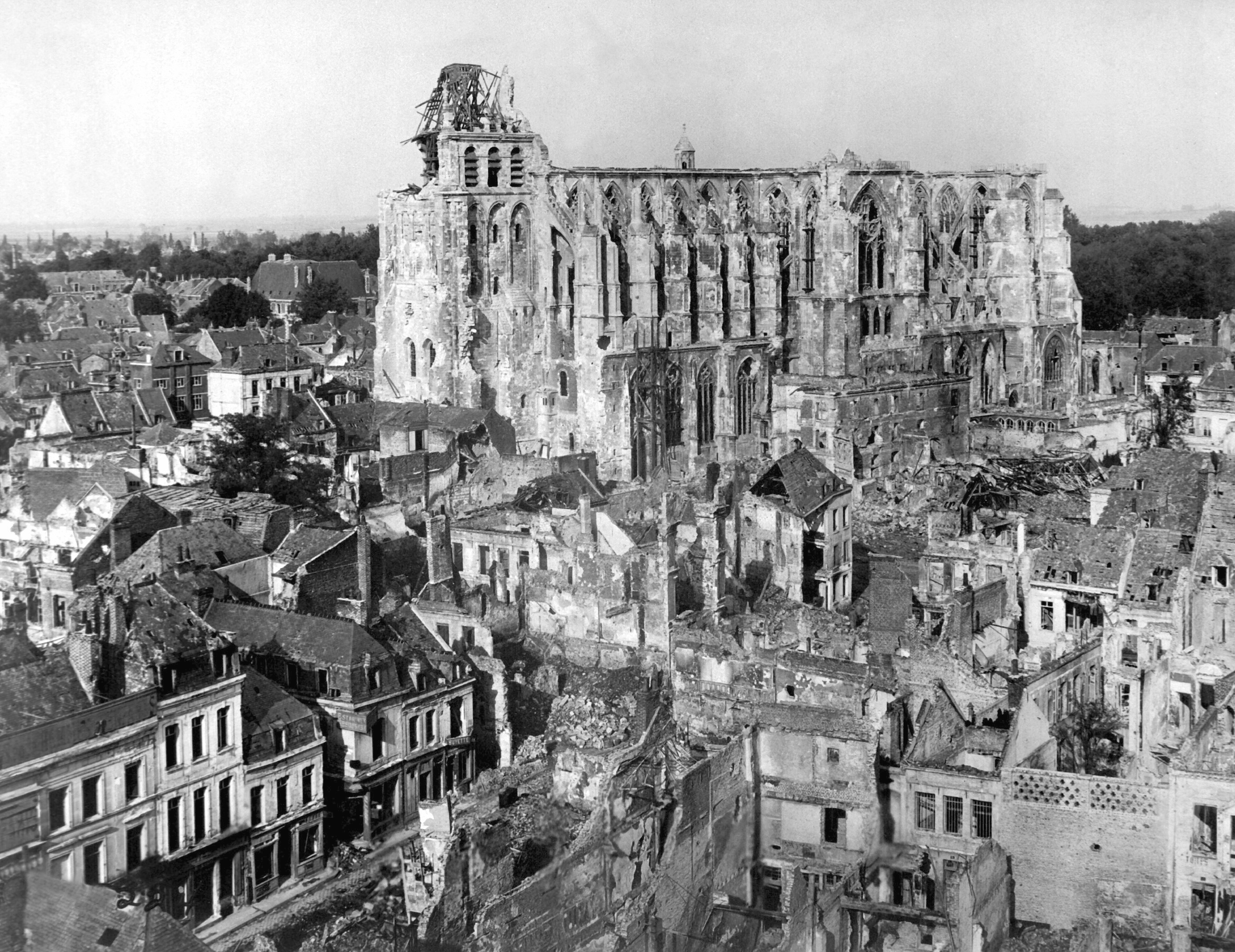
Сен-Кантен после Первой мировой войны
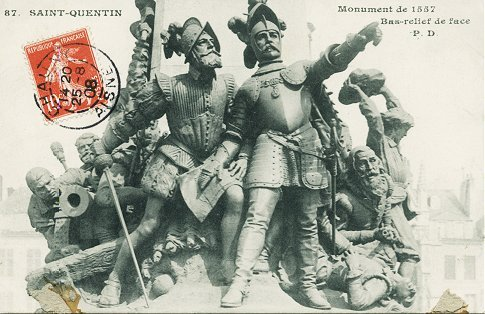
Памятник защитникам Сен-Кантена в 1557 году

## Достопримечательности
- Главной городской достопримечательностью является базилика Сен-Кантен, монументальное сооружение XII—XVI веков, сочетание романской архитектуры и готики.
- Здание мэрии начала XVI века в стиле пламенеющей готики
- Художественный музей Антуан-Лекюйер
- Музей бабочек с коллекцией около 600 тысяч образцов, из которых 20 тысяч выставлено в экспозиции музея
- Археологический музей
- Театр Жан Вилар, построенный в 1842 году в неоклассическом стиле
- Дворец Фервак, построенный в начале XX века на месте бывшего аббатства Фервак
- Около 3000 зданий в стиле арт-деко, в том числе музыкальная школа, железнодорожный вокзал, здание почты, зал городского совета
- Парк «Елисейские поля» (фр. Champs-Élysées)

## Экономика
Структура занятости населения:
- сельское хозяйство — 0,2 %
- промышленность — 9,5 %
- строительство — 4,6 %
- торговля, транспорт и сфера услуг — 42,6 %
- государственные и муниципальные службы — 43,2 %

Уровень безработицы (2017) — 25,0 % (Франция в целом — 13,4 %, департамент Эна — 17,8 %). 

Среднегодовой доход на 1 человека, евро (2018) — 17 350 (Франция в целом — 21 730, департамент Эна — 19 690).

## Демография
Динамика численности населения, чел.

## Администрация
Пост мэра Сен-Кантена с 2016 года занимает член партии Республиканцы Фредерика Макарес (Frédérique Macarez). На муниципальных выборах 2020 года возглавляемый ею правый список победил в 1-м туре, получив 65,66 % голосов.
| Период | Период | Фамилия           | Партия                                                       | Примечания |
| ------ | ------ | ----------------- | ------------------------------------------------------------ | --- |
| 1965   | 1977   | Жак Браконье      | Союз демократов за Республику                                | торговец мебелью, член Генерального совета департамента, сенатор                                                                         |
| 1977   | 1983   | Даниэль Ле Мёр    | Коммунистическая партия                                      | рабочий-металлург, депутат Национального собрания Франции                                                                                |
| 1983   | 1989   | Жак Браконье      | Объединение в поддержку Республики                           | торговец мебелью, член Генерального совета департамента, сенатор                                                                         |
| 1989   | 1995   | Даниэль Ле Мёр    | Коммунистическая партия                                      | рабочий-металлург, депутат Национального собрания Франции                                                                                |
| 1995   | 2010   | Пьер Андре        | Объединение в поддержку Республики Союз за народное движение | генеральный директор Торгово-промышленной палаты, вице-президент Регионального совета Пикардии, сенатор                                  |
| 2010   | 2016   | Ксавье Бертран    | Союз за народное движение Республиканцы                      | страховой агент, депутат Национального собрания Франции, министр труда, занятости и здравоохранения, президент Совета региона О-де-Франс |
| 2016   |        | Фредерика Макарес | Республиканцы                                                | президент агломерации Сен-Кантен |

## Города-побратимы
- Кайзерслаутерн, Германия
- Ротерем, Великобритания
- Сан-Лоренсо-де-Эль-Эскориаль, Испания

## Галерея

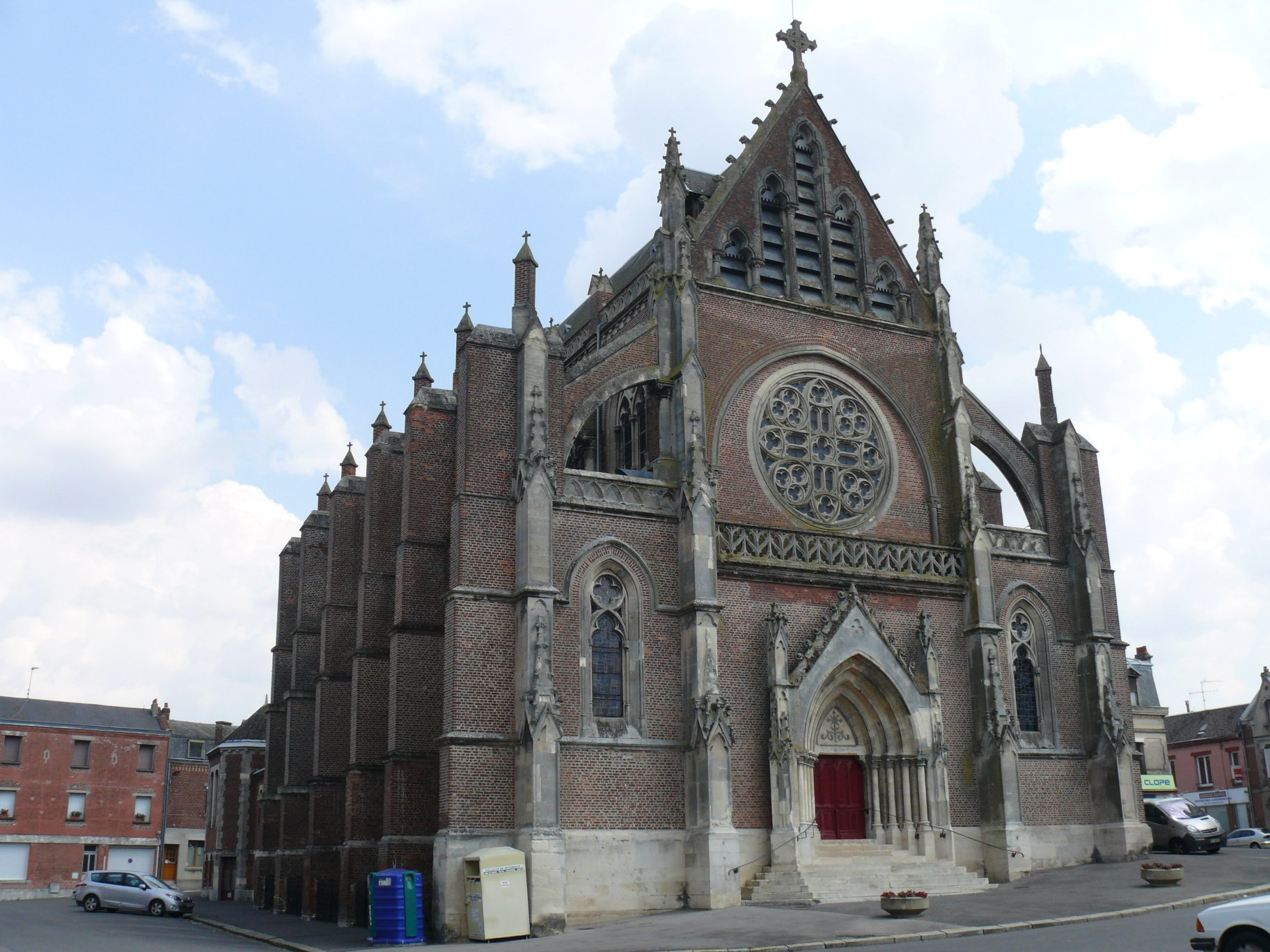
Церковь Святого Элигия (Сент-Элуа)
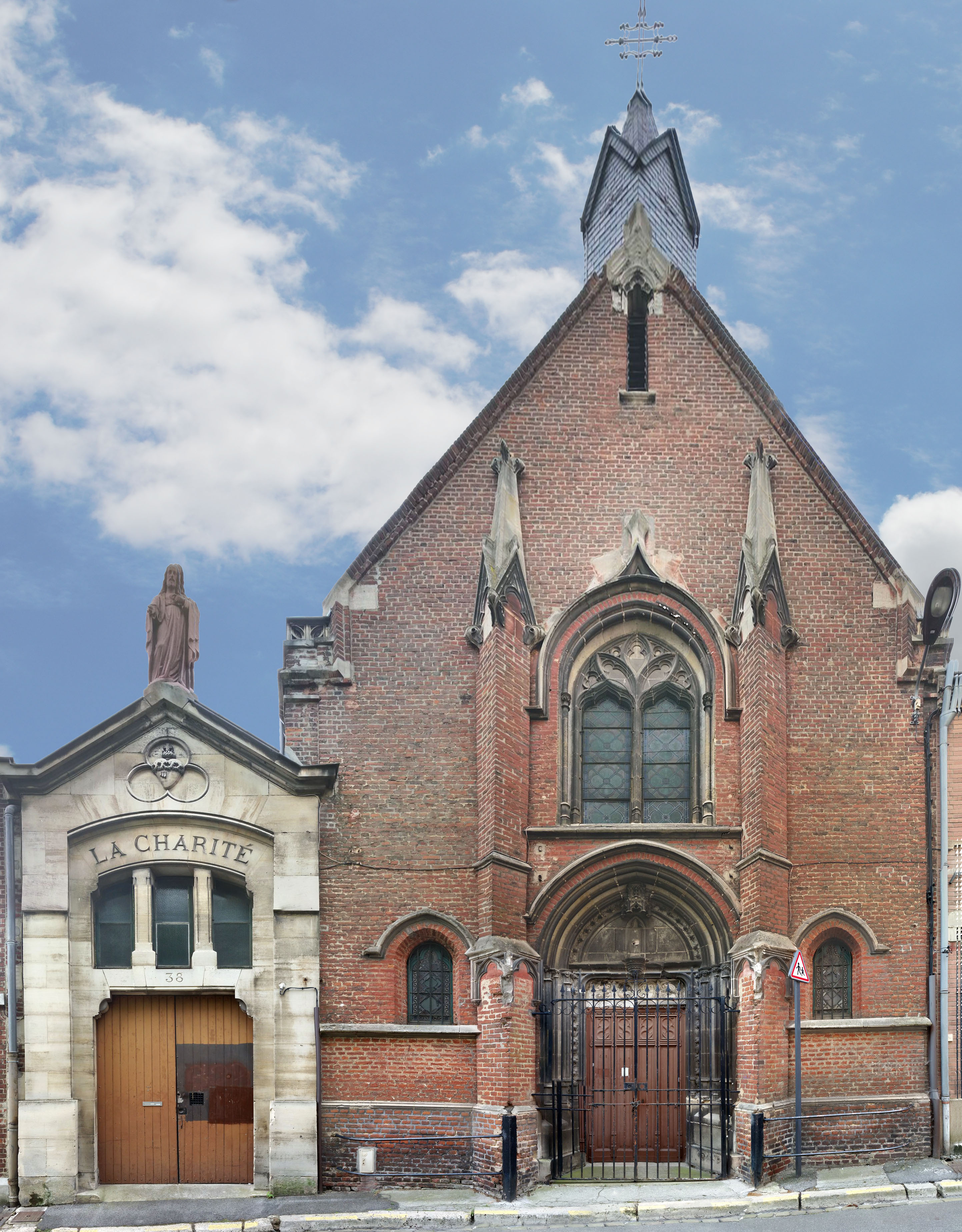
Часовня Ла-Шарите
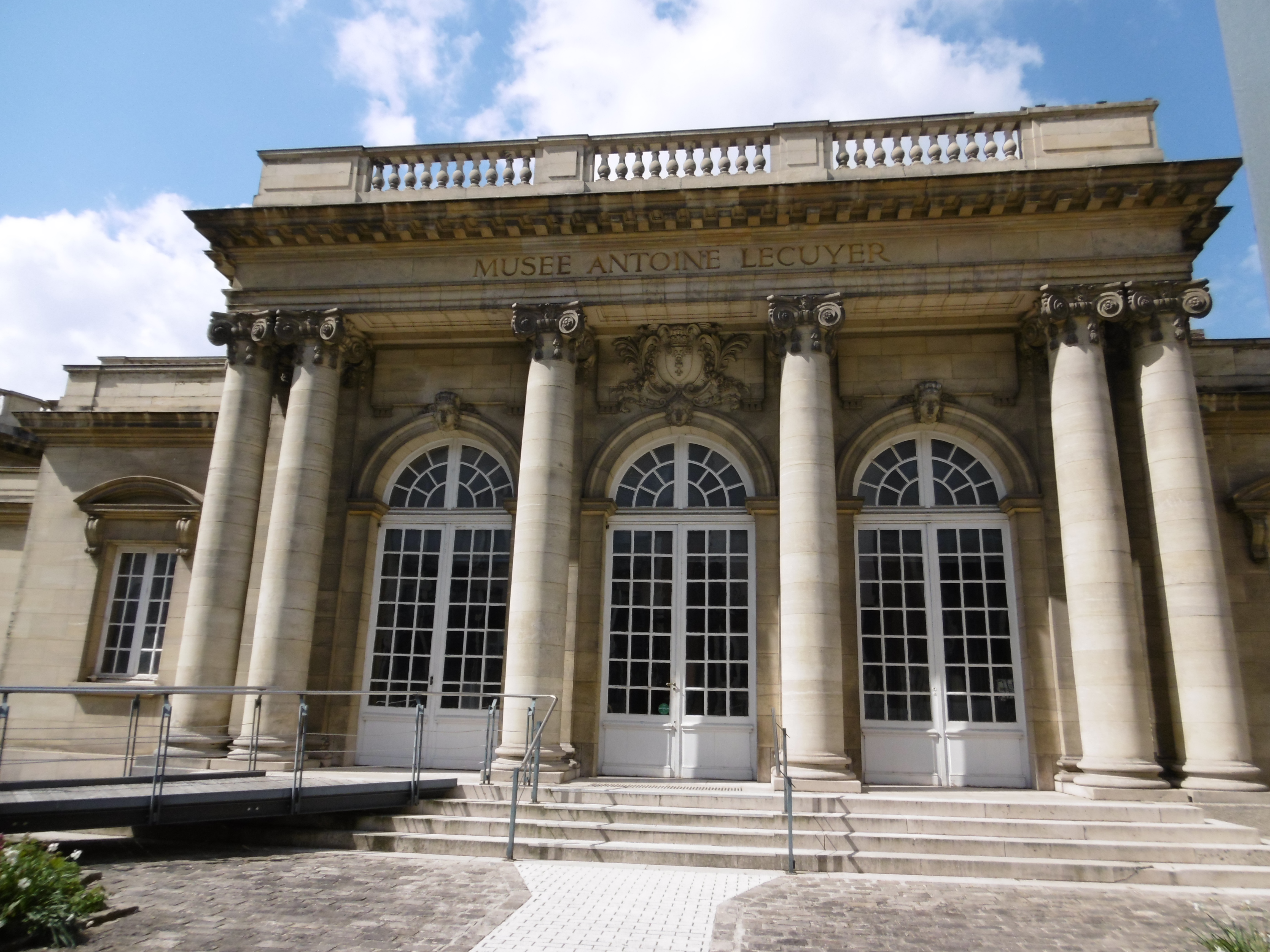
Музей Антуан-Лекюйер
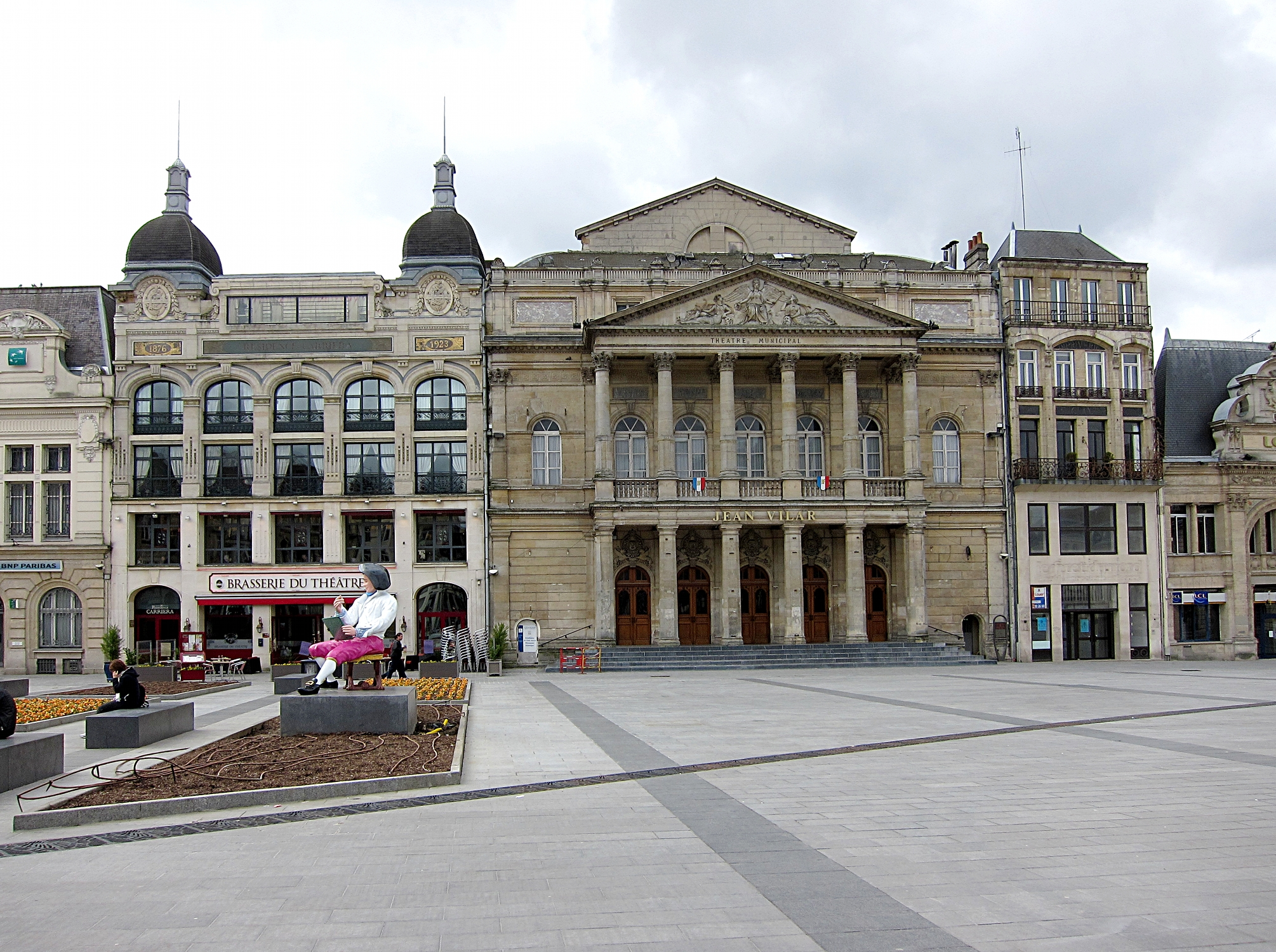
Театр Жан Вилар
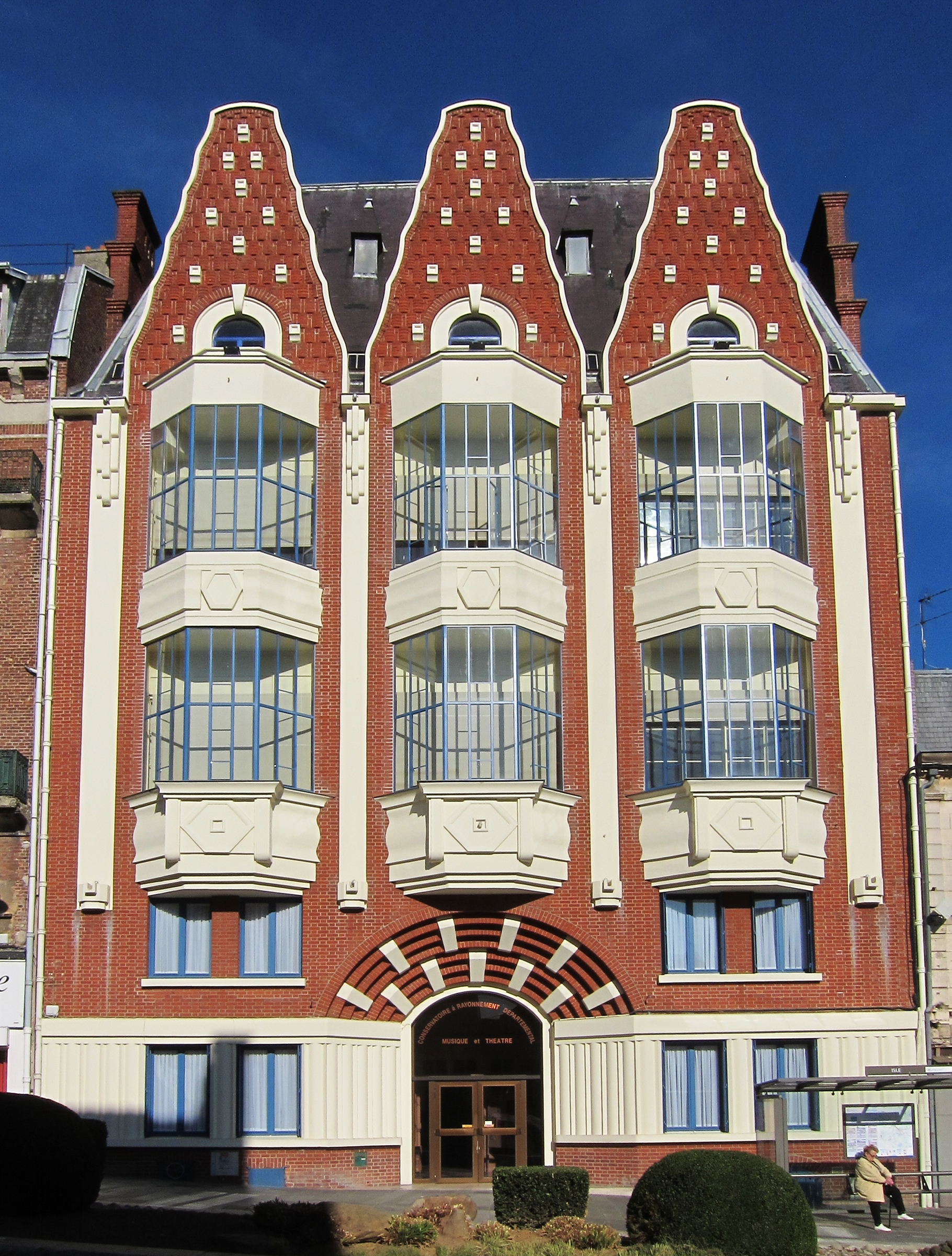
Здание музыкальной школы в стиле арт-деко
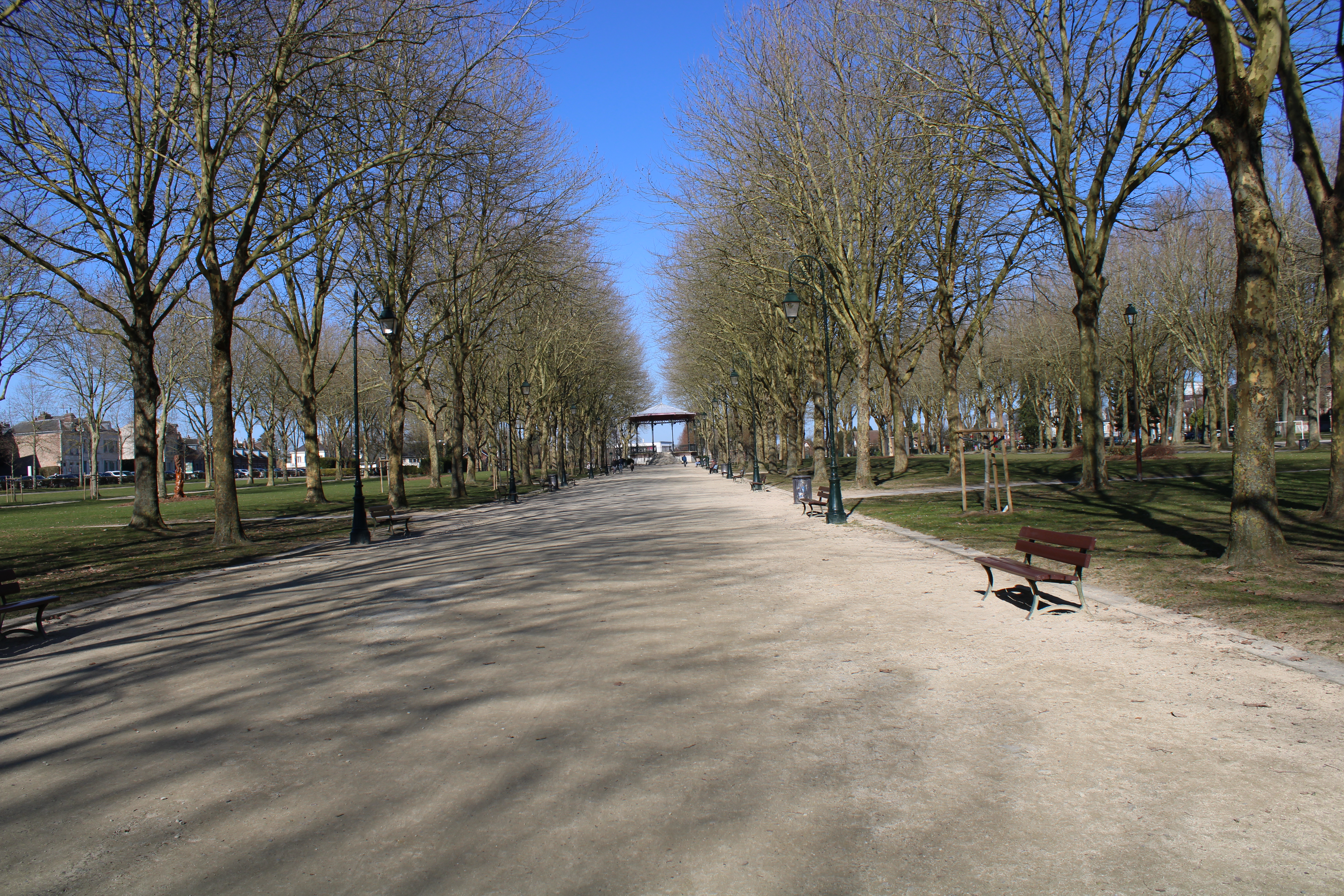
Парк Елисейские поля
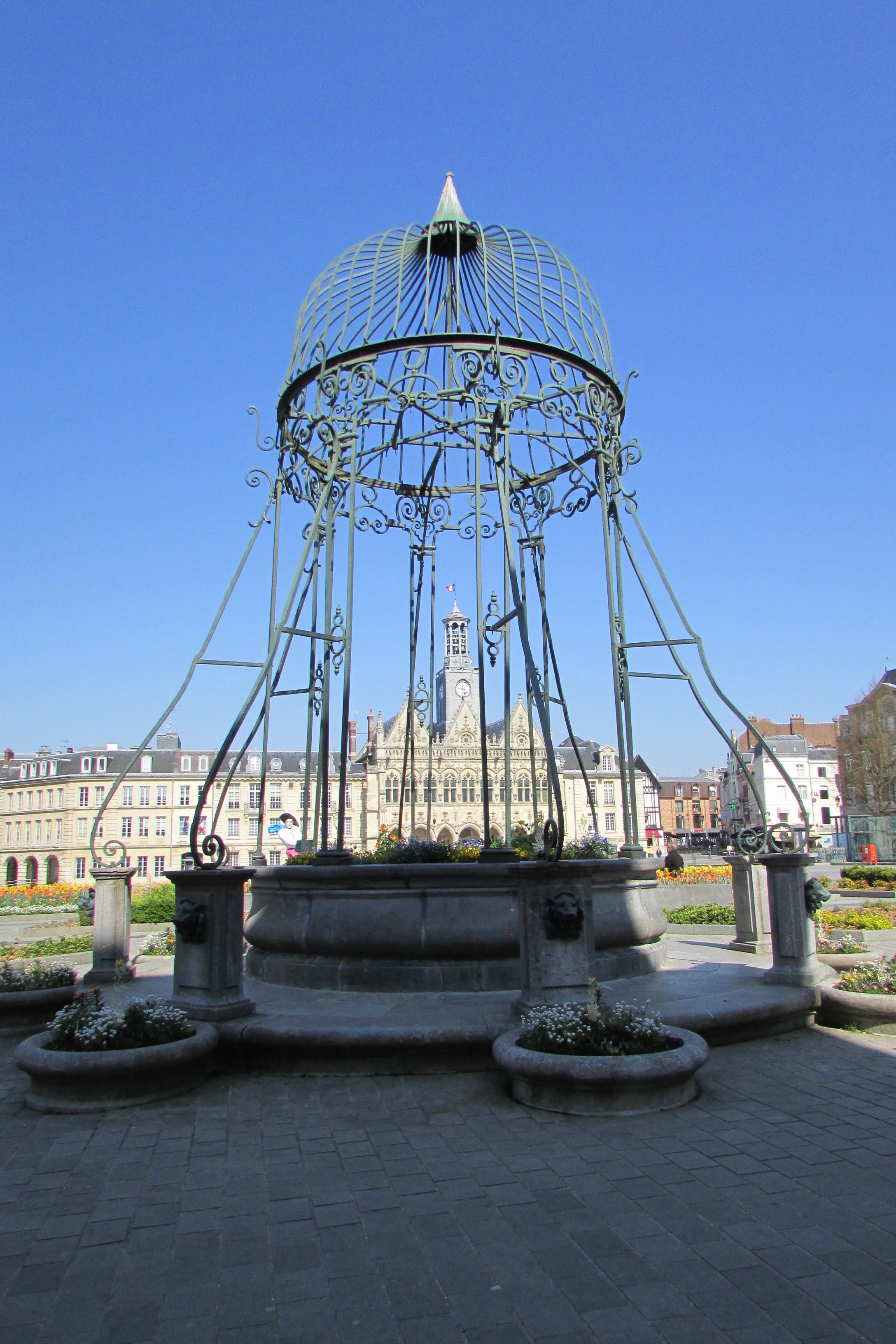
Старинный фонтан
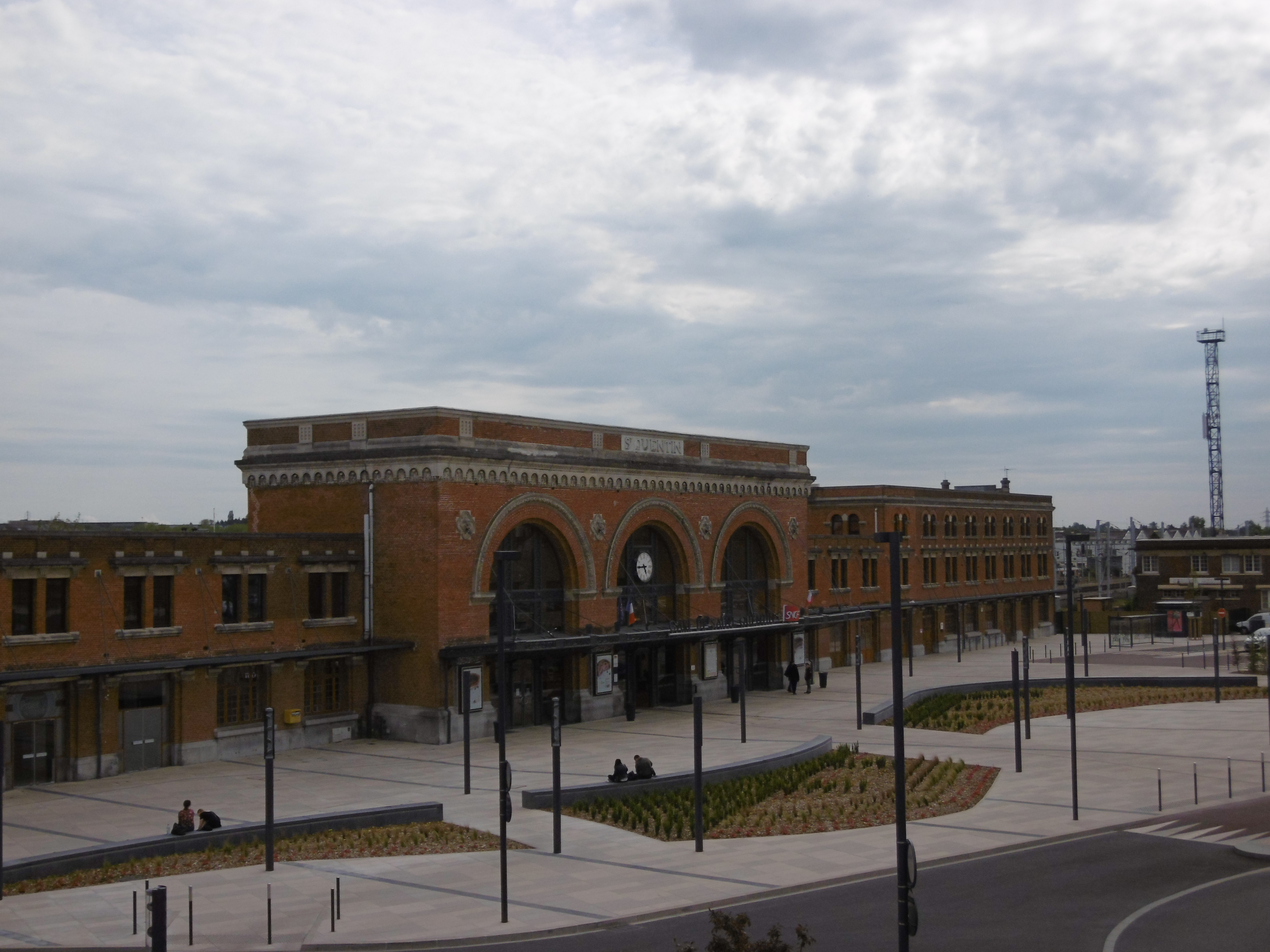
Железнодорожный вокзал

1. 1 2  база данных о французских коммунах — Национальный географический институт Франции, 2015.